# Niederbösa
Niederbösa település Németországban, azon belül Türingiában. Lakosainak száma 119 fő (2023. december 31.).

## Népesség
A település népességének változása:
| Lakosok száma | 132  | 127  | 132  | 119  | 118  | 119  |
|               | 2014 | 2017 | 2019 | 2021 | 2022 | 2023 |